# Schapur ibn Sahl
Schapur ibn Sahl (auch Sabur ibn Sahl, lebte im 9. Jahrhundert) war ein persischer christlicher Mediziner, der an der Akademie von Gundischapur wirkte.
Er war Autor von mehreren medizinischen Büchern. Er schrieb eines der ersten medizinischen Bücher über Gegenmittel, auch bekannt unter dem Titel Aqrabadhin, in 22 Bänden. Dieses Buch genoss eine hohe Beliebtheit, bis es von Ibn al-Tilmidhs Buch aus der ersten Hälfte des 12. Jahrhunderts verdrängt wurde.